# Takahiro Shimada
Takahiro Shimada (jap. 島田 貴裕 Shimada Takahiro; ur. 9 lutego 1965) – japoński piłkarz występujący na pozycji obrońcy.

## Kariera klubowa
Od 1987 do 1997 roku występował w klubie Gamba Osaka.